# Struktur
Struktur (von lateinisch strūctūra, „Bauart“ bzw. „Zusammenfügung, Sinngefüge“) bezeichnet den inneren Aufbau eines Systems, also die Art und Weise, wie die Systemkomponenten miteinander verbunden sind.
Der Begriff wird in vielfältiger Weise verwendet und beschreibt in verschiedenen Kontexten ganz unterschiedliche Dinge.

## Liste
Die folgende, sehr unvollständige Liste zeigt den Strukturbegriff in verschiedenen Fachgebieten:
Astronomie
- die Struktur des Kosmos

Physik/Chemie:
- chemische Struktur, den Aufbau eines Stoffs auf molekularer Ebene
- dissipative Struktur

Geologie:
- Struktur (Geologie), richtungsunabhängige Eigenschaften eines Gefüges

Informatik:
- Struktur, ein Datentyp in Programmiersprachen, z. B. Strukturen in den Programmiersprachen C++ und C
- Datenstruktur, ein Objekt zur Speicherung und Organisation von Daten

Mathematik:
- die mathematische Struktur, eine Menge mit bestimmten Eigenschaften

Psychologie:
- das Strukturmodell der Psyche

Sozialwissenschaften:
- Struktur (Soziologie), Größen bzw. Kräfte zwischen sozialen Akteuren
- Sozialstruktur, die Struktur einer menschlichen Gesellschaft

Sprachwissenschaft:
- die Merkmalstruktur in einigen linguistischen Formalismen
- Oberflächenstruktur, die unmittelbar beobachtbare Gestalt eines Satzes
- die Tiefenstruktur

Wirtschaftswissenschaften:
- Kapitalstruktur, die Zusammensetzung des Eigen- und Fremdkapitals bei einem Unternehmen
- Kostenstruktur, das Verhältnis einzelner Kostenarten zu Gesamtkosten
- Organisationsstruktur, die Struktur einer Organisation
- Wirtschaftsstruktur, die Struktur der Wirtschaft eines Gebiets

Interdisziplinär:
- Strukturalismus, Methoden zur Erforschung von kulturellen Beziehungsgefügen
- Muster (Struktur), erkennbare Wiederholungen an Körpern sowie in Zeit oder Raum